# Suzanne Krol
Susanna (Suzanne) Krol (Rheinkamp, 17 augustus 1932 – Edegem, 31 december 2022) was een Belgische atlete, gespecialiseerd in de sprint, het hordelopen en de meerkamp. Ze behaalde vijfmaal de Belgische titel op de 200 m. Ook op de 100 m, 80 m horden en de vijfkamp werd ze Belgisch kampioene.

## Loopbaan
Krol werd in 1952 voor het eerst Belgisch kampioene op de 200 m. In 1954 later evenaarde ze het Belgische record van Anna Van Rossum op de 100 m. Op de Belgische kampioenschappen won ze de titel op de 80 m horden en een tweede titel op de 200 m. Ze verbeterde daarbij het Belgisch record op de 200 m van Juliette Segers naar 26,6 s. Een maand later verbeterde ze tijdens de interland Polen – België – Oost-Duitsland in Krakau dit record naar 26,2 s. Ze werd dat jaar ook Belgisch kampioene op de vijfkamp. Deze prestaties zorgden er voor dat ze dat jaar de Grote Feminaprijs van de KBAB kreeg.
In 1955 behaalde Krol de dubbel 100 m en 200 m op de Belgische kampioenschappen. Ze behaalde in 1956 en 1959 een vierde en vijfde titel op de 200 m.
Tijdens de sportlaureatenviering van 2015 in Berchem werd Krol gehuldigd voor haar decennialange actieve rol in de sportraad. Tot op 83-jarige leeftijd had ze zich ingezet voor de vrouwensport, en voor de sport in het algemeen.

## Belgische kampioenschappen
| Onderdeel   | Jaar                         |
| ----------- | ---------------------------- |
| 100 m       | 1956                         |
| 200 m       | 1952, 1954, 1955, 1956, 1959 |
| 80 m horden | 1954                         |
| vijfkamp    | 1954                         |

## Persoonlijke records
| Onderdeel | Prestatie      | Datum             | Plaats    |
| --------- | -------------- | ----------------- | --------- |
| 100 m     | 12,8 s (ex-NR) | 10 juli 1954      | Antwerpen |
| 200 m     | 26,2 s (ex-NR) | 12 september 1954 | Krakau    |

## Palmares

### 100 m
- 1956:  BK AC – 13,0 s

### 200 m
- 1952:  BK AC – 27,4 s
- 1952:  Interland België - Nederland B in Huizingen
- 1953:  BK AC – 27,9 s
- 1953:  Interland Nederland B - België in Roosendaal – 28,6 s
- 1954:  BK AC – 26,6 s (NR)
- 1954:  Interland België - Nederland B in Antwerpen - 26,7 s
- 1954: 5e Interland Polen – België – Oost-Duitsland in Krakau – 26,2 s (NR)
- 1955:  BK AC – 26,7 s
- 1955: 4de Interland Nederland B - België in Nijmegen – 27,7 s
- 1955: 5e Interland Oost-Duitsland – Polen – België in Jena – 26,7 s
- 1956:  BK AC – 26,7 s
- 1957:  BK AC – 27,2 s
- 1958:  BK AC – 27,6 s
- 1959:  BK AC – 27,7 s

### 80 m horden
- 1952:  BK AC – 13,8 s
- 1953:  BK AC – 13,9 s
- 1953: 4de Interland Nederland B - België in Roosendaal - 13,4 s
- 1954:  BK AC – 13,1 s
- 1954: 4de Interland België - Nederland B in Antwerpen - 13,3 s

### 4 x 100 m estafette
- 1954:  Interland België - Nederland B in Antwerpen - 50,6 s (NR)
- 1954:  Interland Polen – België – Oost-Duitsland in Krakau – 50,8 s

### vijfkamp
- 1953:  BK AC – 2367 p
- 1954:  BK AC – 2361 p

## Onderscheidingen
- 1954: Grote Feminaprijs van de KBAB